# طبس
طَبَس مدينة إيرانية تقع في شمال شرق إيران، طبس هي مركز بلدية طبس في محافظة خراسان الجنوبية، يبلغ عدد سكان المدينة حوالي 30 ألف نسمة (2006)، تعرضت المدينة لزلزال مدمر عام 1978 بلغت قوة الزلزال 7.8 على مقياس رختر تسبب في تدمير المدينة بشكل كلي ومقتل 9,000 فرد من سكانها البالغ عددهم آنذالك 13,000 نسمة، أعيد بناء المدينة من جديد من ذلك الحين.

## أعلام
- عباس واعظ طبسي
- مسعود رجوي